# معلوي صالح
معلوي صالح الشهراني مواليد 15 يوليو 1988 في أبها ، السعودية، هو لاعب كرة قدم سعودي.
كانت بداياته مع نادي أبها و انتقل إلى نادي ضمك عام 2015 و عاد إلى نادي أبها عام 2016 و لعب بعدها في نادي جرش .